# I am yours

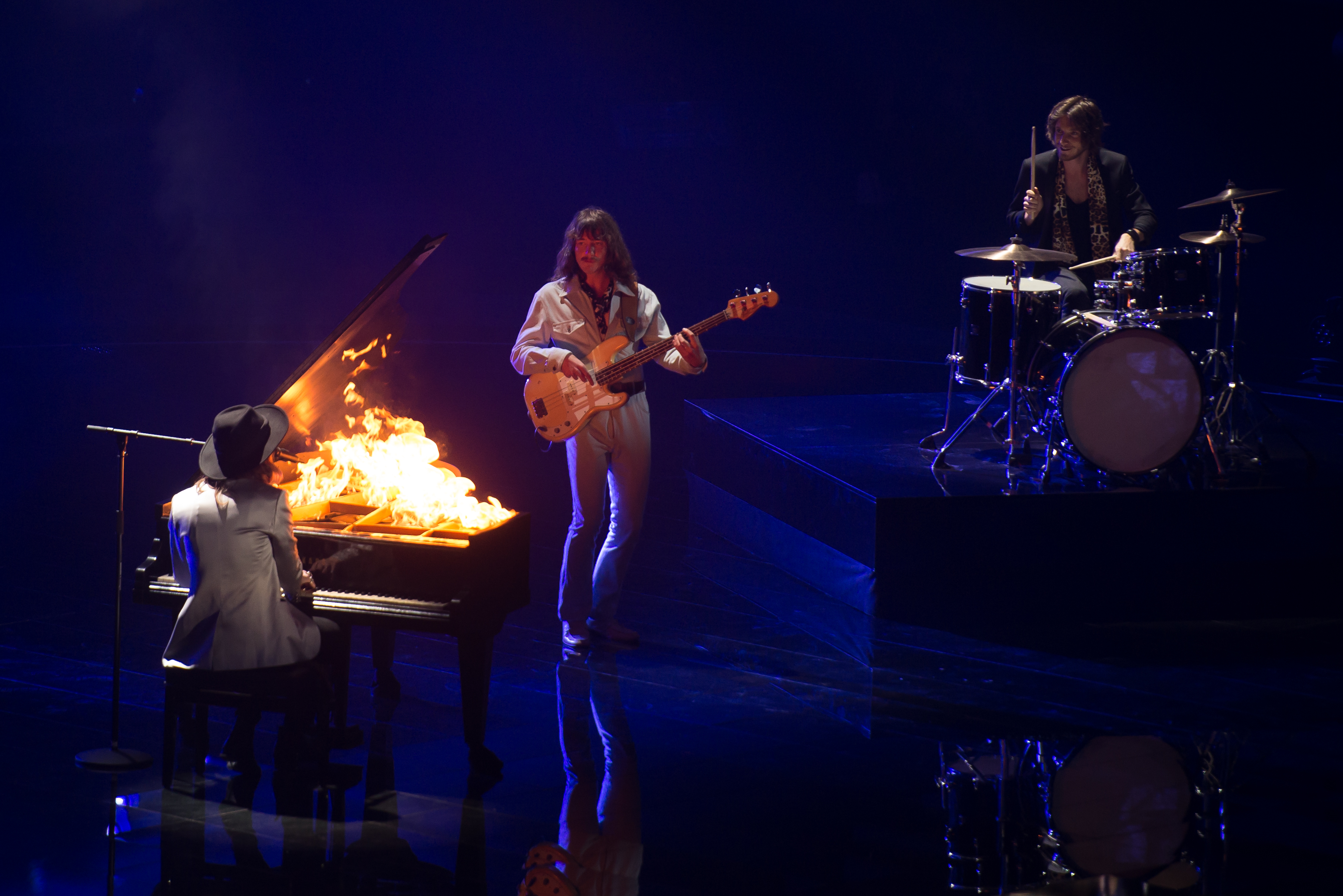
The Makemakes op het songfestival

I am yours (Nederlands: Ik ben van jou) is een single van de Oostenrijkse band The Makemakes.
Het was de Oostenrijkse inzending voor het Eurovisiesongfestival 2015, dat gehouden werd in de eigen hoofdstad Wenen. Het nummer, geschreven door de leden van de band, won met groot gemak de nationale voorselectie Wer singt für Österreich. Als Oostenrijkse inzending werden The Makemakes op het songfestival de opvolgers van de winnares van het Eurovisiesongfestival 2014, Conchita Wurst.
Doordat het festival werd gehouden in Oostenrijk, waren The Makemakes automatisch geplaatst voor de finale op 23 mei 2015. Ze startten als veertiende. Bij de puntentelling had Europa echter niets voor de inzending over, en eindigde de groep met nul punten op de laatste plaats; door de EBU-regelgeving eindigde het officieel wel boven Duitsland, dat eveneens nul punten haalde. Het was pas de eerste keer in de geschiedenis van het songfestival dat het gastland met nul punten onderaan belandde.